# Discografia di Mara Sattei
La discografia di Mara Sattei, cantante italiana, è costituita da due album in studio, un mixtape, un EP, ventiquattro singoli e venti video musicali (incluso quelli come artista ospite), pubblicati dal 2014.

## Album in studio
| Anno | Titolo | Classifiche | Certificazioni | Unità          |
| Anno | Titolo | ITA         | Certificazioni | Unità          |
| ---- | --- | ----------- | -------------- | -------------- |
| 2022 | Universo - Pubblicato: 14 gennaio 2022 - Etichetta: Arista, Columbia - Formati: CD, LP, download digitale, streaming      | 7           |                |                |
| 2024 | Casa Gospel (con Thasup) - Pubblicato: 13 dicembre 2024 - Etichetta: Epic - Formati: CD, LP, download digitale, streaming | 2           | - ITA: Oro     | - ITA: 25 000+ |

## Mixtape
| Anno | Titolo |
| ---- | --- |
| 2015 | Frammenti: Street Covers N.2 (come Sara Mattei) - Pubblicato: 21 gennaio 2015 - Etichetta: Studio8, Homies Label - Formati: CD, LP, download digitale, streaming |

## Extended play
| Anno | Titolo |
| ---- | --- |
| 2014 | Frammenti: Acoustic Covers N.1 (come Sara Mattei) - Pubblicato: 8 luglio 2014 - Etichetta: Studio8, Homies Label - Formati: CD, LP, download digitale, streaming |

## Singoli

### Come artista principale
| Anno                                                         | Titolo                              | Classifiche | Classifiche | Classifiche | Certificazioni                | Unità                          | Album di provenienza         |
| Anno                                                         | Titolo                              | ITA         | SMR         | SWI         | Certificazioni                | Unità                          | Album di provenienza         |
| ------------------------------------------------------------ | ----------------------------------- | ----------- | ----------- | ----------- | ----------------------------- | ------------------------------ | ---------------------------- |
| 2015                                                         | Sola con te (come Sara Mattei)      | —           | —           | —           |                               |                                | Frammenti: Street Covers N.2 |
| 2016                                                         | Non basterà (come Sara Mattei)      | —           | —           | —           | /                             |                                |                              |
| 2017                                                         | Mama Oh (come Sara Mattei)          | —           | —           | —           | /                             |                                |                              |
| 2019                                                         | Nuova registrazione 326             | —           | —           | —           | /                             | - ITA: Oro                     | - ITA: 35 000+               |
| 2019                                                         | Nuova registrazione 402             | —           | —           | —           | /                             |                                |                              |
| 2020                                                         | Nuova registrazione 527             | 59          | —           | —           | /                             |                                |                              |
| 2021                                                         | Scusa                               | 47          | 21          | —           | Universo                      |                                |                              |
| 2021                                                         | Tuttecose (con Gazzelle)            | 16          | —           | —           | - ITA: Platino (2)            | - ITA: 140 000+                | OK                           |
| 2021                                                         | Ciò che non dici                    | —           | —           | —           |                               |                                | Universo                     |
| 2022                                                         | Parentesi (feat. Giorgia)           | 56          | —           | —           | - ITA: Oro                    | - ITA: 50 000+                 | Universo                     |
| 2022                                                         | La dolce vita (con Fedez e Tananai) | 1           | 2           | 44          | - ITA: Platino (6) - SWI: Oro | - ITA: 600 000+ - SWI: 10 000+ | Disumano                     |
| 2023                                                         | Duemilaminuti                       | 10          | 20          | —           | - ITA: Platino (2)            | - ITA: 200 000+                | /                            |
| 2023                                                         | Tasche                              | —           | —           | —           |                               |                                | /                            |
| 2023                                                         | Piango in discoteca                 | 94          | 38          | —           | - ITA: Oro                    | - ITA: 50 000+                 | /                            |
| 2023                                                         | Mare aperto                         | 89          | —           | —           |                               |                                | /                            |
| 2024                                                         | Tempo (All the Things She Said)     | —           | —           | —           |                               |                                | /                            |
| 2024                                                         | Solo guai                           | —           | —           | —           |                               |                                | /                            |
| 2024                                                         | Posto mio (con Thasup)              | 33          | —           | —           | Casa Gospel                   |                                |                              |
| "—" indica una pubblicazione non classificata in quel paese. |                                     |             |             |             |                               |                                |                              |

### Come artista ospite
| Anno                                                         | Titolo                                                           | Classifiche | Classifiche | Certificazioni     | Unità           | Album di provenienza |
| Anno                                                         | Titolo                                                           | ITA         | SMR         | Certificazioni     | Unità           | Album di provenienza |
| ------------------------------------------------------------ | ---------------------------------------------------------------- | ----------- | ----------- | ------------------ | --------------- | -------------------- |
| 2014                                                         | Poli opposti (Surfa feat. Sara Mattei)                           | —           | —           |                    |                 | /                    |
| 2020                                                         | Dilemme (Remix) (Lous and the Yakuza feat. Thasup e Mara Sattei) | 3           | —           | - ITA: Platino     | - ITA: 70 000+  | Gore                 |
| 2020                                                         | Spigoli (Carl Brave feat. Mara Sattei e Thasup)                  | 1           | —           | - ITA: Platino (3) | - ITA: 210 000+ | Coraggio             |
| 2020                                                         | Altalene (Slait e Thasup feat. Coez e Mara Sattei)               | 1           | 37          | - ITA: Platino (3) | - ITA: 210 000+ | Bloody Vinyl 3       |
| 2022                                                         | Vuoto dentro (Sick Luke feat. Bresh e Mara Sattei)               | 42          | —           | - ITA: Oro         | - ITA: 50 000+  | X2                   |
| 2023                                                         | Il mio nome Remix (Ernia feat. Mara Sattei)                      | 51          | 28          | - ITA: Platino     | - ITA: 100 000+ | Io non ho paura      |
| "—" indica una pubblicazione non classificata in quel paese. |                                                                  |             |             |                    |                 |                      |

## Altri brani entrati in classifica
| Anno | Titolo                      | Classifiche | Album di provenienza |
| Anno | Titolo                      | ITA         | Album di provenienza |
| ---- | --------------------------- | ----------- | -------------------- |
| 2022 | Blu intenso (feat. Tedua)   | 80          | Universo             |
| 2024 | Egli è il Re (con Thasup)   | 50          | Casa Gospel          |
| 2024 | Bless su Bless (con Thasup) | 55          | Casa Gospel          |
| 2024 | Back to Back (con Thasup)   | 82          | Casa Gospel          |
| 2024 | Come polvere (con Thasup)   | 90          | Casa Gospel          |
| 2024 | So che ci sei (con Thasup)  | 61          | Casa Gospel          |
| 2024 | One King (con Thasup)       | 64          | Casa Gospel          |

## Collaborazioni
| Anno                                                         | Titolo                                                 | Classifiche | Certificazioni | Unità          | Album di provenienza |
| Anno                                                         | Titolo                                                 | ITA         | Certificazioni | Unità          | Album di provenienza |
| ------------------------------------------------------------ | ------------------------------------------------------ | ----------- | -------------- | -------------- | -------------------- |
| 2019                                                         | M12ano (Thasup feat. Mara Sattei)                      | 6           |                |                | 23 6451              |
| 2021                                                         | L%p (Thasup feat. Mara Sattei)                         | 10          | - ITA: Oro     | - ITA: 35 000+ | Carattere speciale   |
| 2023                                                         | Roma è sempre la stessa (Carl Brave feat. Mara Sattei) | —           |                |                | Migrazione           |
| "—" indica una pubblicazione non classificata in quel paese. |                                                        |             |                |                |                      |

## Autrice per altri artisti
| Anno | Titolo               | Artista        |
| ---- | -------------------- | -------------- |
| 2020 | Panico nel business  | Los Makasuples |
| 2020 | Cornici bianche      | Mydrama        |
| 2020 | Vittoria             | Casadilego     |
| 2022 | Oceano di cose perse | Casadilego     |
| 2024 | Niente di male       | Giorgia        |

## Video musicali
| Anno | Titolo                          | Regista/i                                     |
| ---- | ------------------------------- | --------------------------------------------- |
| 2014 | Poli opposti                    | —                                             |
| 2015 | Sola con te                     | Thomas Fasciana                               |
| 2016 | Non basterà                     | Thomas Fasciana                               |
| 2017 | Mama Oh                         | Thomas Fasciana                               |
| 2019 | Nuova registrazione 326         | Stefano Boen                                  |
| 2019 | Nuova registrazione 402         | Enea Colombi                                  |
| 2020 | Nuova registrazione 527         | Enea Colombi                                  |
| 2020 | Altalene                        | Enea Colombi                                  |
| 2021 | Scusa                           | Bendo (Andrea Santaterra e Lorenzo Silvestri) |
| 2021 | Tuttecose                       | Bendo (Andrea Santaterra e Lorenzo Silvestri) |
| 2021 | Ciò che non dici                | Bendo (Andrea Santaterra e Lorenzo Silvestri) |
| 2022 | Parentesi                       | YouNuts! (Antonio Usbergo e Niccolò Celaia)   |
| 2022 | La dolce vita                   | Olmo Parenti                                  |
| 2023 | Duemilaminuti                   | Davide Vicari                                 |
| 2023 | Il mio nome Remix               | Igor Grbesic e Marc Lucas                     |
| 2023 | Tasche                          | Bendo (Andrea Santaterra e Lorenzo Silvestri) |
| 2023 | Piango in discoteca             | Davide Vicari                                 |
| 2023 | Mare aperto                     | Bendo (Andrea Santaterra e Lorenzo Silvestri) |
| 2024 | Tempo (All the Things She Said) | Renato Lambo                                  |
| 2024 | Solo guai                       | Renato Lambo                                  |